# خانواده مقدس

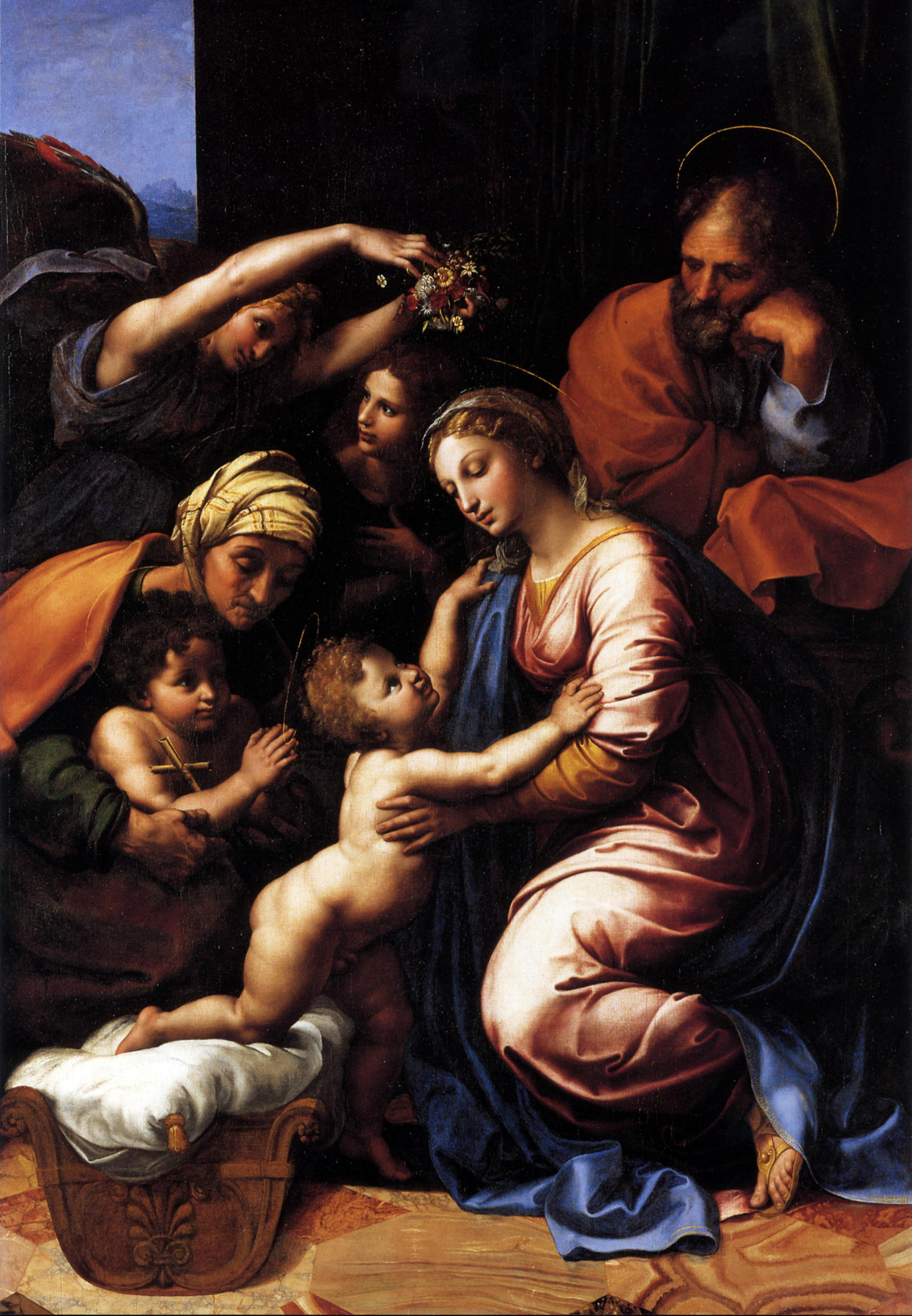
خانواده مقدس اثر رافائل.

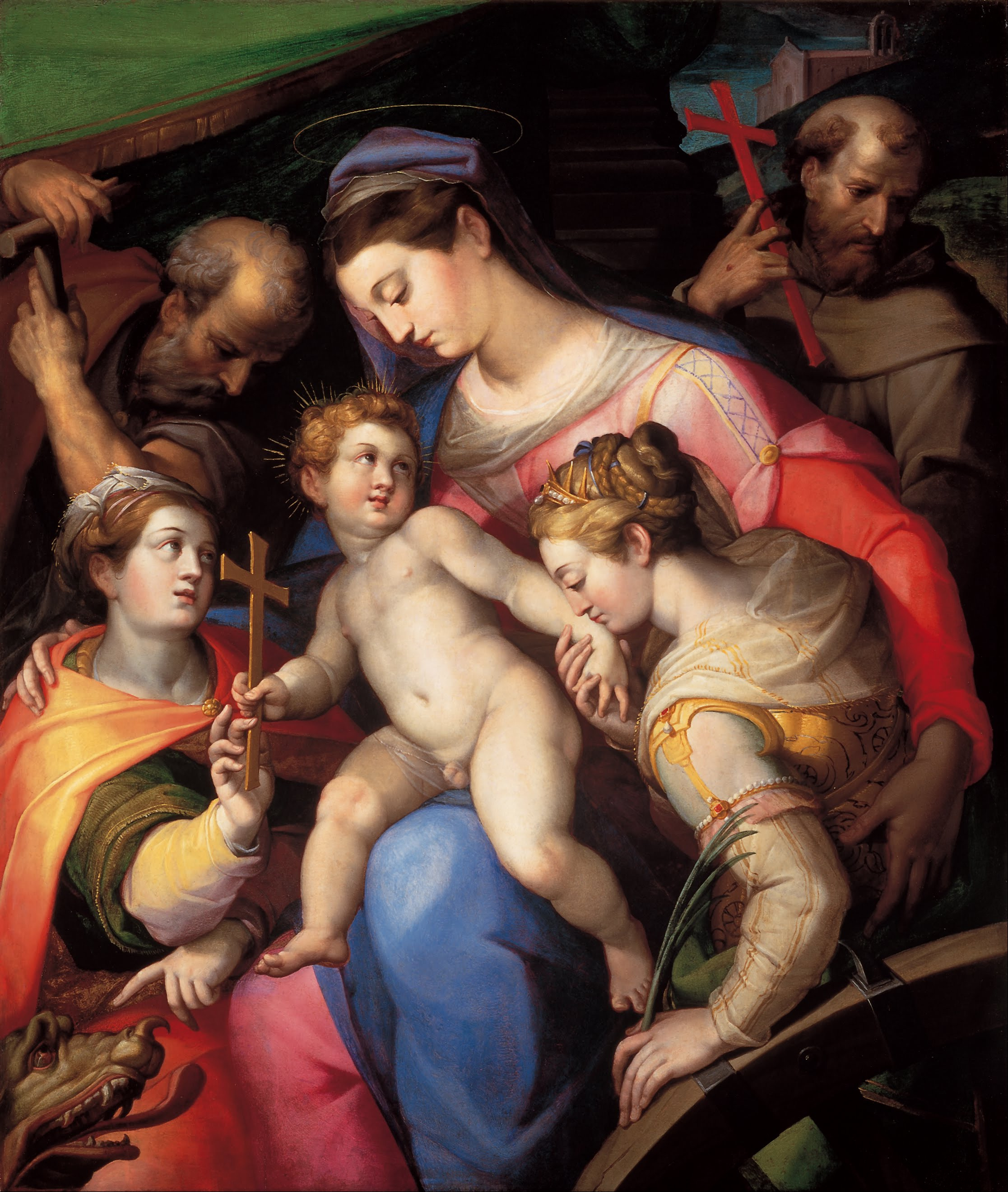
خانواده مقدس، نام یک اثر نقاشی از اورازیو ساماچینی (en). این اثر خانوادهٔ مقدس از جمله عیسی کودک (en)، مریم، یوسف نجار، کاترین اسکندریه، مارینای باکره و فرانسیس آسیزی را به‌تصویر کشیده‌است. این اثر که در حوالی سال ۱۵۷۰ میلادی خلق شد، اکنون در مالکیت نگارخانه هنراسترالیای جنوبی (en) قرار دارد.

اعضای خانواده مقدس (انگلیسی: Holy Family) عبارتند از عیسی مسیحِ کودک، مریم مقدس، و یوسف نجار. فرایض رسمی عبادت خانوادهٔ مقدس را قدیس قرن هفدهمی فرانسوا دو لاوال، نخستین اسقف فرانسه نو پایه گذارد.
مراسم خانوادهٔ مقدس نوعی جشن نیایش‌سرایی در کلیسای کاتولیک و برخی کلیساهای آنگلیکان است که به عبادت عیسی مسیح، مادرش مریم مقدس، و همسر مریم یوسف نجار اختصاص دارد. هدف از این مراسم نمایش خانوادهٔ مقدس به عنوان اسوهٔ خانوادهٔ مسیحی است. این مراسم هر ساله در روز یکشنبهٔ بین کریسمس (۲۴ یا ۲۵ دسامبر) و شب سال نو (۳۱ دسامبر) برگزار می‌شود. اگر هر دوی این روزها یکشنبه بودند، مراسم روز ۳۰ام دسامبر خواهد بود.
خانوادهٔ مقدس مضمونی رایج در هنر مسیحی است. طرح میکل‌آنژ از خانوادهٔ مقدس در اوفیتزی و نقاشی جولیو رومانو که امروزه در  مرکز گتی قرار دارد از نمونه‌های این آثارند.
روایت‌های مربوط به خانوادهٔ مقدس از جمله ارائه عیسی در معبد، سپس فرار به مصر، و در نهایت بازگشت به ناصریه و کشف در معبد در انجیل متی و انجیل لوقا آمده‌اند.